# 19578 Kirkdouglas
A 19578 Kirkdouglas (ideiglenes jelöléssel 1999 MO) a Naprendszer kisbolygóövében található aszteroida. John Broughton fedezte fel 1999. június 20-án.
Nevét Kirk Douglas amerikai színész után kapta.